# Grondwaardebelasting
Een grondwaardebelasting of grondbelasting is een periodieke heffing op de onverharde waarde van de grond. In tegenstelling tot onroerendezaakbelasting, gaat het voorbij aan de waarde van gebouwen, persoonlijke eigendommen en andere verbeteringen aan onroerend goed. Een grondwaardebelasting wordt over het algemeen door economen gesteund doordat het (in tegenstelling tot andere belastingen), geen economische inefficiëntie veroorzaakt en het de neiging heeft de ongelijkheid te verminderen. De belasting verlaagt ook de huizenprijzen.
Landbelasting wordt "de perfecte belasting" genoemd en de economische efficiëntie van een grondbelasting is sinds de achttiende eeuw bekend. Veel economen sinds Adam Smith en David Ricardo hebben gepleit voor deze belasting, maar deze wordt het meest geassocieerd met Henry George, die argumenteerde dat omdat de hoeveelheid land onveranderlijk is en de locatiewaarde wordt gecreëerd door gemeenschappen en openbare werken, de economische winst van land de meest logische bron van overheidsinkomsten is.
Een grondwaardebelasting is een progressieve belasting, omdat de hoeveelheid (of de waarde aan) land die iemand bezit, sterk gecorreleerd is aan het algemene vermogen en inkomen van die persoon. Een grondbelasting wordt momenteel toegepast in Denemarken, Estland, Litouwen, Singapore, en Taiwan; het wordt ook op kleinere schaal toegepast in subregio's van Australië, Mexico (Mexicali) en de Verenigde Staten (bv. Pennsylvania).

## Economische eigenschappen

### Rendement

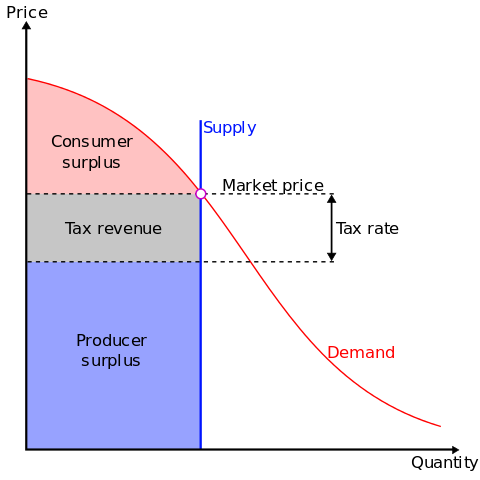
Een vraag en aanbod-diagram dat de effecten van een grondbelasting weergeeft. Aangezien de hoeveelheid land vast is, valt de last van de belasting volledig op de landeigenaar. Er is geen verandering in de huurprijs, in de hoeveelheid die wordt verhandeld en er is geen deadweight loss.

De meeste belastingen verstoren economische beslissingen en onderdrukken gunstige economische activiteiten. Een grondbelasting is betaalbaar, ongeacht hoe goed of slecht land daadwerkelijk wordt gebruikt. Omdat het aanbod aan grond in wezen vastligt, is de huur op land afhankelijk van wat huurders bereid zijn te betalen en niet afhankelijk van de kosten van de verhuurder, waardoor verhuurders de grondbelasting niet aan huurders kunnen doorgeven.
De directe begunstigden van verbeteringen aan het rondom liggende gebieden rond een stuk land zijn de gebruikers van dit stuk land. Dergelijke verbeteringen verschuiven de vraagcurve van huurders naar rechts. Verhuurders profiteren van prijsconcurrentie onder huurders; het enige directe effect van een grondbelasting is in dit geval het verminderen van de hoeveelheid maatschappelijk voordeel dat voor een stuk privé naar de landeigenaar stroomt door het verhogen van de waarde van het land.
Een grondbelasting wordt gerechtvaardigd om economische redenen omdat het de productie niet doet afnemen, markten niet verstoort en geen deadweight loss veroorzaakt. Grondwaardebelasting kan zelfs een negatief deadweight loss veroorzaken (positieve maatschappelijke voordelen of externaliteiten), vooral wanneer het landgebruik verbetert. Nobelprijswinnaar William Vickrey geloofde dat:
Het verwijderen van bijna alle bedrijfsbelastingen, inclusief eigendomsbelastingen, uitgezonderd enkel de belastingen die de marginale sociale kosten van openbare diensten voor specifieke activiteiten weerspiegelen, en deze te vervangen door belastingen op de waarde van het land waarop het bedrijf gevestigd is, zou de economische efficiëntie van het rechtsgebied aanzienlijk verbeteren.
Een positieve relatie tussen een grondbelasting en marktefficiëntie wordt voorspeld door de economische theorie en is in de praktijk waargenomen. Fred Foldvary stelde dat de belasting landeigenaren aanmoedigt leegstaande of onderbenutte grond te ontwikkelen of te verkopen. Hij beweerde dat omdat grondbelasting speculatie op grond vermindert, vervallen binnenstadsgebieden terug in gebruik worden genomen, het de druk vermindert om op onontwikkelde plaatsen voort te bouwen en zo stedelijke wildgroei (bijvoorbeeld lintbebouwing) vermindert. In Harrisburg, Pennsylvania in de Verenigde Staten, bijvoorbeeld, werd het land zesmaal meer belast dan in 1975. Dit beleid verminderde van het aantal lege structuren in het centrum van Harrisburg van ongeveer 4.200 in 1982 tot minder dan 500.
Een grondbelasting is aantoonbaar een ecotaks omdat het het verspillen van toplocaties, die een eindigen hulpbron zijn, ontmoedigt. Een grondbelasting is een efficiënte belasting die moet worden geïnd, omdat in tegenstelling tot arbeid en kapitaal, land niet kan worden verborgen of verplaatst. Veel stedenbouwkundigen beweren dat een grondbelasting een effectieve methode is om transitgerichte ontwikkeling te bevorderen.

### Prijzen van onroerend goed
De waarde van land is gerelateerd aan de waarde die het doorheen de tijd kan bieden. Deze waarde kan worden gemeten door de erfpacht waarvoor men een stuk grond kan huren op de markt. De contante waarde van grondrente is de basis voor grondprijzen. Een grondbelasting verlaagt de door de grondeigenaar ontvangen grondhuur en zal dus de grondprijs verlagen, als alle andere variabelen constant blijven. De huur die voor grond in rekening wordt gebracht, kan ook dalen als gevolg van efficiëntiewinsten als speculanten stoppen met het oppotten van ongebruikte grond.
Vastgoedbellen leiden spaargeld naar rentezoekende activiteiten in plaats van andere investeringen en kan bijdragen aan recessies. Voorstanders beweren dat een grondbelasting het speculatieve element in grondprijzen vermindert, waardoor meer geld overblijft voor productieve kapitaalinvesteringen.
Op voldoende hoge niveaus zou de belasting op de grondwaarde ervoor zorgen dat de prijzen van onroerend goed dalen door grondhuurprijzen te verwijderen die anders zouden worden 'gekapitaliseerd' in de prijs van onroerend goed. Het moedigt landeigenaren ook aan gronden te verkopen of af te staan op locaties die ze niet gebruiken. Dit kan ertoe leiden dat sommige grootgrondbezitters zich verzetten tegen hoge belastingtarieven voor grond. Grondbezitters hebben vaak een aanzienlijke politieke invloed, dus dit kan de beperkte spreiding van grondbelastingen tot dusver verklaren.

### Belastingincidentie
Een belasting op landwaarde heeft progressieve belastingeffecten, in die zin dat deze worden betaald door de eigenaars van waardevolle grond (die dus vooral rijke mensen zijn), en omdat de hoeveelheid grond onveranderlijk is, kan de belastingdruk niet worden doorberekend als hogere huren of lagere lonen naar huurders, consumenten of werknemers.

## Praktische zaken
Verschillende praktische zaken spelen een rol bij de implementatie van een grondbelasting. Meest belangrijk zijn de volgende zaken:
- Redelijk en nauwkeurig berekend.
- Gefactureerd aan de juiste persoon of bedrijfsentiteit. Dit kan geweten worden door het kadaster te raadplegen.
- Hoog genoeg om voldoende inkomsten te genereren zonder landverlating te veroorzaken. Grondbelastingen die hoger zijn dan de huur-surplus (de huur van het land voor die periode) zou resulteren in landverlating.[24]

## Effecten van de belasting

### Speculatie
De eigenaar van een braakliggend terrein in een bloeiende stad moet ook deze belasting betalen en ziet het onroerend goed als een financiële verplichting: het moedigt hem / haar dus aan het land in gebruik te nemen om de belasting te dekken. Een grondbelasting neemt financiële prikkels weg om ongebruikte grond uitsluitend voor prijsstijging in bezit te houden, waardoor meer grond beschikbaar is voor productief gebruik. Grondbelasting creëert een stimulans om deze sites om te zetten in intensievere privé-gebruik of voor openbare doeleinden.

### Belastingincidentie
De verkoopprijs van een goed dat een vaste hoeveelheid heeft, zoals grond, daalt als het wordt belast. De prijs van geproduceerde goederen kan daarentegen stijgen als reactie op hogere belastingen, omdat de hogere prijs het aantal geproduceerde eenheden vermindert. De prijsverhoging is hoe de maker een deel van de belasting doorberekent aan de consument. Als de opbrengst van de grondbelasting echter wordt gebruikt om andere belastingen te verlagen of om waardevolle openbare investeringen te genereren, kan dit ertoe leiden dat de grondprijzen stijgen als gevolg van een hogere productiviteit, met meer dan het bedrag dat door de grondbelasting is verminderd.
De belastingaanslag op land is volledig afhankelijk van landeigenaars, hoewel bedrijfssectoren die diensten verlenen aan verhuurders, indirect worden beïnvloed. In sommige economieën financiert 80 procent van de bankkredieten onroerend goed, met een groot deel daarvan voor land. Een verminderde vraag naar speculatie op het land zou het bedrag van het circulerend bankkrediet kunnen verminderen.
Terwijl eigenaren geen hogere huurprijs kunnen vragen om de grondbelasting te compenseren, kan het verminderen van andere belastingen de huur verhogen.

### Landgebruik
Uitgaande van een constante vraag, zorgt een toename van de geconstrueerde ruimte voor minder kosten aan verbeteringen aan land zoals huizen. Het verschuiven van onroerendgoedbelasting van constructies naar land op zich stimuleert ontwikkeling. Een dergelijke invulling van een onderbenutte stedelijke ruimte bestrijdt ook stedelijke wildgroei.

### Belastinginning
Het belasten van grond is minder kwetsbaar voor belastingontduiking, omdat land niet kan worden verborgen of verplaatst naar het buitenland en percelen gemakkelijk kunnen worden geïdentificeerd, omdat ze publiekelijk zijn geregistreerd. Schattingen van landwaarde worden meestal beschouwd als openbare informatie, die op verzoek beschikbaar is. Transparantie vermindert belastingontduiking.

## Ethiek

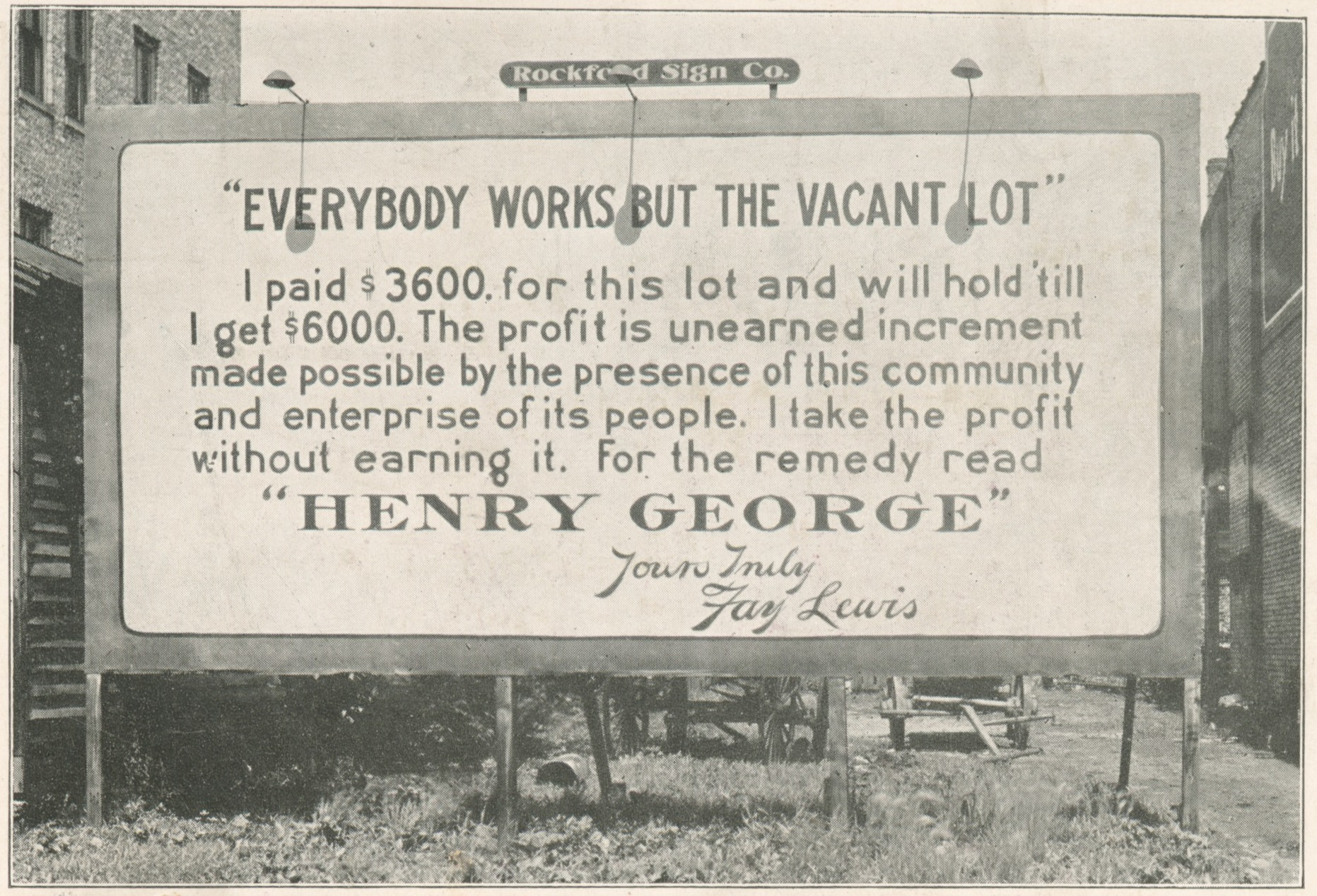
Everybody works but the vacant lot - Henry George

Land is schaars vanwege de concurrerende ruimtebehoeften. De waarde van het land is in het algemeen niet aan de landeigenaar te danken, maar alles aan de omgeving. Aanhangers van een grondbelasting beweren dat de waarde van het land afhankelijk is van de gemeenschap.
Een grondbelasting houdt rekening met het effect op de landwaarde van de locatie en met de verbeteringen die worden gedaan aan het aangrenzende land, zoals de nabijheid van wegen en openbare werken. Een grondbelasting is de zuiverste implementatie van het beginsel van openbare financiën dat bekend staat als value capture.
Openbare werken kan de waarde van grond verhogen en dus de inkomsten door grondbelasting verhogen. Publieke verbeteringen zouden dus moeten worden betaald door de landeigenaren die hiervan profiteren. Dus een grondbelasting probeert de waarde van sociaal gecreëerde rijkdom terug te vorderen, waardoor een vermindering van de belasting op particulier gecreëerde rijkdom mogelijk wordt.
Een grondbelasting is over het algemeen een progressieve belasting, waarbij rijkere mensen meer betalen, omdat grondbezit gecorreleerd is aan inkomens en landeigenaars de belastingdruk niet naar de huurders kunnen verplaatsen. Grond belasten vermindert over het algemeen de economische ongelijkheid, verwijdert prikkels om vastgoed te misbruiken en vermindert de kwetsbaarheid van economieën voor vastgoedbellen.

## Verder lezen
- Somerset Webb, Merryn, How a levy based on location values could be the perfect tax. FT.com (27 september 2013). Geraadpleegd op 29 september 2013.
- Why a Land Value Tax is Inevitable (29 september 2018). Gearchiveerd op 26 april 2023.